# Tour Raro
El Raro Tour fue la gira musical realizada por el grupo de rock uruguayo El Cuarteto de Nos para promover su onceavo disco de estudio Raro, lanzado en mayo de 2006. El tour empezó el 22 de junio de 2006 en Montevideo, Uruguay y finalizó el 14 de noviembre de 2009 en la misma ciudad, tras tres años y cuatro meses en diversos países de Sudamérica, España y México.
El elepé fue producido por Juan Campodónico y lanzado a la venta por Bizarro Records y en él, El Cuarteto de Nos muestra una faceta diferente de los elepés anteriores. Se aleja de la predominancia de los chistes sexuales y personajes bizarros para experimentar con canciones con rimas complejas y con un sonido más roquero. Las canciones «Yendo a la casa de Damián» y «Ya no sé qué hacer conmigo» fueron los dos hits principales del elepé y los más difundidos. En ambos casos se maneja la complejidad en la rima. La primera pertenece al género de rock y en la segunda se fusionan milonga y el son. El último tema, «Autos nuevos», tiene la particularidad de que Riki Musso imita un solo de guitarra mediante la voz. 
En 2021 para conmemorar el 15 aniversario del elepé, la banda publica una edición limitada en vinilo, la cual se empezaron a vender en México y Argentina.

## Conciertos
| Fecha                           | Ciudad                 | País                 | Recinto                                                        |
| Primera Etapa - 2006            | Primera Etapa - 2006   | Primera Etapa - 2006 | Primera Etapa - 2006                                           |
| ------------------------------- | ---------------------- | -------------------- | -------------------------------------------------------------- |
| Sudamérica                      |                        |                      |                                                                |
| 22 de junio de 2006             | Montevideo             | Uruguay              | Cine Teatro Plaza                                              |
| 23 de junio de 2006             | Montevideo             | Uruguay              | Cine Teatro Plaza                                              |
| 24 de junio de 2006             | Montevideo             | Uruguay              | Cine Teatro Plaza                                              |
| 21 de septiembre de 2006        | Montevideo             | Uruguay              | La Estación                                                    |
| 22 de septiembre de 2006        | Montevideo             | Uruguay              | La Estación                                                    |
| 23 de septiembre de 2006        | Montevideo             | Uruguay              | La Estación                                                    |
| 2 de diciembre de 2006          | Colonia del Sacramento | Uruguay              | Campus Municipal Profesor Alberto Suppici                      |
| 8 de diciembre de 2006          | Montevideo             | Uruguay              | Fan Futura Fest                                                |
| 30 de diciembre de 2006         | Young                  | Uruguay              | Teatro Atenas                                                  |
| Segunda Etapa - 2007            |                        |                      |                                                                |
| Sudamérica                      |                        |                      |                                                                |
| 6 de enero de 2007              | Montevideo             | Uruguay              | Estadio Charrúa                                                |
| 2 de febrero de 2007            | Montevideo             | Uruguay              | Piedra Lisa                                                    |
| 6 de febrero de 2007            | La Pedrera             | Uruguay              | Club Social y Deportivo La Pedrera                             |
| 10 de abril de 2007             | Montevideo             | Uruguay              | Teatro Otoño                                                   |
| 20 de abril de 2007             | Buenos Aires           | Argentina            | La Trastienda                                                  |
| 11 de mayo de 2007              | Montevideo             | Uruguay              | Teatro de Verano Ramón Collazo                                 |
| 12 de mayo de 2007              | Montevideo             | Uruguay              | Teatro de Verano Ramón Collazo                                 |
| 13 de mayo de 2007              | Montevideo             | Uruguay              | Teatro de Verano Ramón Collazo                                 |
| 8 de junio de 2007              | Las Piedras            | Uruguay              | Sala 18 de Mayo                                                |
| 14 de junio de 2007             | Buenos Aires           | Argentina            | La 100                                                         |
| 15 de junio de 2007             | Rosario                | Argentina            | Willie Dixon – Rosario                                         |
| 26 de junio de 2007             | Canelones              | Uruguay              | CSC \| Club Social Canelones                                   |
| 27 de junio de 2007             | Montevideo             | Uruguay              | Amigos Unidos por la Música                                    |
| 13 de julio de 2007             | Buenos Aires           | Argentina            | The Roxy                                                       |
| 14 de julio de 2007             | La Plata               | Argentina            | 565                                                            |
| 21 de julio de 2007             | San Carlos             | Argentina            | Cine Teatro Real Municipal                                     |
| 26 de agosto de 2007            | Colonia del Sacramento | Uruguay              | Centro Social Nueva Unión                                      |
| 7 de septiembre de 2007         | Minas                  | Uruguay              | Olimpic Atenas                                                 |
| 8 de septiembre de 2007         | Paysandú               | Uruguay              | Anfiteatro del Río Uruguay                                     |
| 9 de septiembre de 2007         | Florida                | Uruguay              | Teatro de Verano                                               |
| 14 de septiembre de 2007        | Montevideo             | Uruguay              | Rural del Prado                                                |
| 21 de septiembre de 2007        | Potrero de los Funes   | Argentina            | potrerodelrock                                                 |
| 25 de septiembre de 2007        | Buenos Aires           | Argentina            | Mr & Mrs Rock vol. 2                                           |
| 1 de octubre de 2007            | Pigüé                  | Argentina            | Campo de Deportes Humberto Petrelli - Club Unión Pigüé Arsenal |
| 12 de octubre de 2007           | Minas                  | Uruguay              | Sueños                                                         |
| 1 de noviembre de 2007          | Quito                  | Ecuador              | El Aguijón                                                     |
| 4 de noviembre de 2007          | Bogotá                 | Colombia             | Rock al Parque                                                 |
| 8 de diciembre de 2007          | Maldonado              | Uruguay              | Campus Municipal de Maldonado                                  |
| 8 de diciembre de 2007          | Buenos Aires           | Argentina            | Personal Fest                                                  |
| Europa                          |                        |                      |                                                                |
| 23 de febrero de 2007           | Carballo               | España               | Sala Dublín Carballo                                           |
| 24 de febrero de 2007           | Vigo                   | España               | La Fábrica de Chocolate Club                                   |
| 26 de febrero de 2007           | Barcelona              | España               | Sala Apolo Barcelona                                           |
| 27 de febrero de 2007           | Barcelona              | España               | Fnac                                                           |
| 28 de febrero de 2007           | Madrid                 | España               | Moby Dick                                                      |
| 1 de marzo de 2007              | Valencia               | España               | Fnac San Agustín                                               |
| 2 de marzo de 2007              | Valencia               | España               | Loco Club                                                      |
| 3 de marzo de 2007              | Arrecife               | España               | Seven Club                                                     |
| 4 de marzo de 2007              | Cáceres                | España               | Sala La Calle                                                  |
| 8 de marzo de 2007              | Madrid                 | España               | Teatro Eslava                                                  |
| 9 de marzo de 2007              | Zaragoza               | España               | Sala Oasis                                                     |
| 10 de marzo de 2007             | Barcelona              | España               | Sala Razzmatazz                                                |
| 18 de octubre de 2007           | Barcelona              | España               | Bikini Barcelona                                               |
| 19 de octubre de 2007           | Murcia                 | España               | La Cripta Disco Pub                                            |
| 20 de octubre de 2007           | Valencia               | España               | Loco Club                                                      |
| 21 de octubre de 2007           | Granada                | España               | Sala El Tren                                                   |
| 23 de octubre de 2007           | Palma de Mallorca      | España               | Sala Assaig                                                    |
| 24 de octubre de 2007           | Madrid                 | España               | Sala Arena                                                     |
| 25 de octubre de 2007           | Vigo                   | España               | La Fábrica de Chocolate Club                                   |
| 26 de octubre de 2007           | Gijón                  | España               | Sala Acapulco                                                  |
| 27 de octubre de 2007           | Santander              | España               | Complejo Sala Show                                             |
| 18 de noviembre de 2007         | Barcelona              | España               | Bikini Barcelona                                               |
| Norteamérica                    |                        |                      |                                                                |
| 5 de mayo de 2007               | Ciudad de México       | México               | Vive Latino                                                    |
| 10 de noviembre de 2007         | Ciudad de México       | México               | Pasagüero                                                      |
| Tecera Etapa - 2008             |                        |                      |                                                                |
| Sudamérica                      |                        |                      |                                                                |
| 12 de enero de 2008             | La Paloma              | Uruguay              | Bahía Rock                                                     |
| 24 de enero de 2008             | Buenos Aires           | Argentina            | Parque Roca                                                    |
| 8 de marzo de 2008              | Buenos Aires           | Argentina            | The Roxy                                                       |
| 25 de abril de 2008             | Buenos Aires           | Argentina            | The Roxy                                                       |
| 26 de abril de 2008             | Mar del Plata          | Argentina            | Abbey Road                                                     |
| 27 de abril de 2008             | La Plata               | Argentina            | 565                                                            |
| 30 de abril de 2008             | San José de Mayo       | Uruguay              | El Bacilon Pub                                                 |
| 3 de mayo de 2008               | Florida                | Uruguay              | Bald Patch's                                                   |
| 8 de mayo de 2008               | Montevideo             | Uruguay              | Teatro Metro                                                   |
| 9 de mayo de 2008               | Montevideo             | Uruguay              | Teatro Metro                                                   |
| 10 de mayo de 2008              | Montevideo             | Uruguay              | Teatro Metro                                                   |
| 11 de mayo de 2008              | Montevideo             | Uruguay              | Teatro Metro                                                   |
| 15 de mayo de 2008              | Montevideo             | Uruguay              | Teatro Metro                                                   |
| 16 de mayo de 2008              | Montevideo             | Uruguay              | Teatro Metro                                                   |
| 17 de mayo de 2008              | Montevideo             | Uruguay              | Teatro Metro                                                   |
| 20 de mayo de 2008              | Mendoza                | Argentina            | Estación del Sol                                               |
| 23 de mayo de 2008              | Río Cuarto             | Argentina            | Elvis Rio Cuarto                                               |
| 24 de mayo de 2008              | Córdoba                | Argentina            | Captain Blue                                                   |
| 25 de mayo de 2008              | Buenos Aires           | Argentina            | The Roxy                                                       |
| 20 de junio de 2008             | Rosario                | Argentina            | Plataforma Lavarden                                            |
| 21 de junio de 2008             | Buenos Aires           | Argentina            | El Teatro Flores                                               |
| 5 de julio de 2008              | Chuy                   | Uruguay              | Almo2bar                                                       |
| 2 de agosto de 2008             | Mercedes               | Uruguay              | Milenio Sonido, Luces & Pantallas Led. Orquesta Mercedes       |
| 3 de agosto de 2008             | Mercedes               | Uruguay              | Milenio Sonido, Luces & Pantallas Led. Orquesta Mercedes       |
| 9 de agosto de 2008 (Cancelado) | Lima                   | Perú                 | Explanada Sur- Estadio Monumental                              |
| 15 de agosto de 2008            | San Justo              | Argentina            | Circus Bar                                                     |
| 16 de agosto de 2008            | San Miguel             | Argentina            | XLR Club                                                       |
| 17 de agosto de 2008            | Lomas de Zamora        | Argentina            | Peteco's                                                       |
| 1 de septiembre de 2008         | Punta del Este         | Uruguay              | Enjoy Punta del Este Casino & Resort                           |
| 7 de septiembre de 2008         | Montevideo             | Uruguay              | IBM Uruguay                                                    |
| 3 de octubre de 2008            | Buenos Aires           | Argentina            | Pepsi Music                                                    |
| 13 de diciembre de 2008         | Córdoba                | Argentina            | Teatro Ciudad de las Artes                                     |
| 20 de diciembre de 2008         | Paysandú               | Uruguay              | SUHR Paysandú                                                  |
| Norteamérica                    |                        |                      |                                                                |
| 18 de octubre de 2008           | Ciudad de México       | México               | Motorokr Fest                                                  |
| Cuarta Etapa - 2009             |                        |                      |                                                                |
| Sudamérica                      |                        |                      |                                                                |
| 24 de enero de 2009             | Buenos Aires           | Argentina            | Parque Roca                                                    |
| 25 de enero de 2009             | Mar del Plata          | Argentina            | Abbey Road                                                     |
| 9 de marzo de 2009              | Durazno                | Uruguay              | Parque de la Hispanidad                                        |
| 21 de marzo de 2009             | Durazno                | Uruguay              | Pilsen Rock                                                    |
| 19 de septiembre de 2009        | Buenos Aires           | Argentina            | Canal CM                                                       |
| 4 de octubre de 2009            | Salto                  | Uruguay              | Plaza de los Treinta y Tres Orientales                         |
| 8 de octubre de 2009            | Montevideo             | Uruguay              | Plaza de la Constitución (Matriz)                              |
| 10 de octubre de 2009           | Florida                | Uruguay              | Bald Patch's                                                   |
| 7 de noviembre de 2009          | Mercedes               | Uruguay              | Estadio Luis Köster                                            |